# Психосоматски поремећај
Психосоматски поремећај је органски, физички поремећај психогеног порекла. Психосоматски поремећај обухвата свако обољење изазвано дуготрајним стресом, односно хроничним утицајем негативних емоција. Најчешћи психосоматски поремећаји су: чир на желуцу и на дванаестопалачном цреву, тешкоће са варењем (гастроинтестинални поремећаји, поремећаји крвног притиска, астма, као и болести срца).